# Mika Laurikainen
Mika Laurikainen (* 28. April 1963 in Turku) ist ein finnischer Fußballtrainer.
Laurikainen begann seine Trainerlaufbahn 1996 in seiner Heimatstadt Turku bei  Åbo IFK. Åbo fungierte zu dieser Zeit als Reservemannschaft von Turku PS. Laurikainen gelang es, mit seinem viertklassigen Team bis in die Ykkönen aufzusteigen.  Ab 2001 war er bei Turku PS unter Vertrag und führte den Verein zurück in die Veikkausliiga, bevor er 2006 eine Saison als Assistenztrainer bei MyPa Anjalankoski tätig war. Dem schloss sich ein Engagement bei FF Jaro und eine mehrjährige Arbeit für Junioren-Auswahlmannschaften des finnischen Fußballverbandes an. Zur Saison 2014 löste er Marko Rajamäki als Trainer bei Turku PS ab.
| Personendaten    | Personendaten             |
| ---------------- | ------------------------- |
| NAME             | Laurikainen, Mika         |
| KURZBESCHREIBUNG | finnischer Fußballtrainer |
| GEBURTSDATUM     | 28. April 1963            |
| GEBURTSORT       | Turku, Finnland           |